# 芒德维尔 (厄尔省)
芒德维尔（法語：Mandeville，法語發音：[mɑ̃dvil]）是法国厄尔省的一个市镇，属于贝尔奈区。

## 地理
芒德维尔（49°13'19"N, 1°0'46"E）面积3.05 平方千米，位于法国诺曼底大区厄尔省，该省份为法国北部内陆省份，北起滨海塞纳省，西接奧恩省和卡爾瓦多斯省，南至厄尔-卢瓦省，东临瓦兹省、瓦兹河谷省和伊夫林省。
与芒德维尔接壤的市镇（或旧市镇、城区）包括：克里克伯夫-拉康帕涅、多伯夫拉康帕涅、拉阿朗热尔。

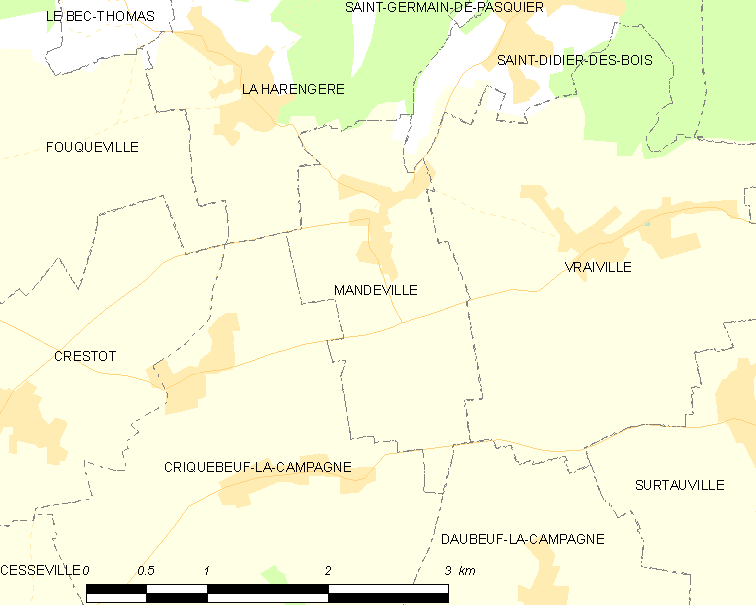
的OSM定位图

芒德维尔的时区为UTC+01:00、UTC+02:00（夏令时）。

## 行政
芒德维尔的邮政编码为27370，INSEE市镇编码为27382。

## 政治
芒德维尔所属的省级选区为勒讷堡县。

## 人口

1962-2008年间人口变化图示

芒德维尔于2022年1月1日时的人口数量为343人。